# Žiželice (Boêmia Central)
Žiželice é uma comuna checa localizada na região da Boêmia Central, distrito de Kolín.